# ATP Challenger Astana (seit 2007)
Das ATP Challenger Astana (offizieller Name: President’s Cup) ist ein seit 2007 jährlich stattfindendes Tennisturnier in Astana. Es ist Teil der ATP Challenger Tour und wird im Freien auf Hartplatz gespielt.

## Liste der Sieger

### Einzel
| Jahr     | Sieger                 | Finalgegner           | Ergebnis        |
| -------- | ---------------------- | --------------------- | --------------- |
| 2025     | Nicolai Budkov Kjær    | Alexandr Binda        | 6:4, 6:3        |
| 2024     | Dimitar Kusmanow       | Saba Purzeladse       | 6:4, 6:3        |
| 2023     | Denis Jewsejew         | Humoyun Sultonov      | 7:5, 2:6, 6:4   |
| 2022     | Roman Safiullin        | Denis Jewsejew        | 2:6, 6:4, 7:62  |
| 2021 (2) | Andrei Kusnezow        | Jason Kubler          | 6:3, 2:1 aufgg. |
| 2021 (1) | Max Purcell            | Jay Clarke            | 3:6, 6:4, 7:66  |
| 2020     | abgesagt               | abgesagt              | abgesagt        |
| 2019     | Jewgeni Donskoi (3)    | Sebastian Korda       | 7:65, 3:6, 6:4  |
| 2018     | Sebastian Ofner        | Daniel Brands         | 7:65, 6:3       |
| 2017     | Jahor Herassimau       | Michail Kukuschkin    | 7:69, 4:6, 6:4  |
| 2016     | Jewgeni Donskoi (2)    | Konstantin Krawtschuk | 6:3, 6:3        |
| 2015     | Michail Kukuschkin (2) | Jewgeni Donskoi       | 6:2, 6:2        |
| 2014     | Ričardas Berankis      | Marsel İlhan          | 7:5, 5:7, 6:3   |
| 2013     | Dudi Sela              | Michail Kukuschkin    | 5:7, 6:2, 7:66  |
| 2012     | Jewgeni Donskoi (1)    | Marsel İlhan          | 6:3, 6:4        |
| 2011     | Michail Kukuschkin (1) | Serhij Bubka          | 6:3, 6:4        |
| 2010     | Ivan Dodig             | Igor Kunizyn          | 6:4, 6:3        |
| 2009     | Andrei Golubew (2)     | Illja Martschenko     | 6:3, 6:3        |
| 2008     | Andrei Golubew (1)     | Laurent Recouderc     | 1:6, 7:5, 6:3   |
| 2007     | Michail Ledowskich     | Björn Phau            | 7:62, 6:3       |

### Doppel
| Jahr     | Sieger                                          | Finalgegner                         | Ergebnis           |
| -------- | ----------------------------------------------- | ----------------------------------- | ------------------ |
| 2025     | Taisei Ichikawa Kokoro Isomura                  | Francis Alcantara Park Ui-sung      | 7:5, 2:6, [10:5]   |
| 2024     | Jegor Agafonow Ilja Simakin                     | Denis Istomin Jewgeni Karlowski     | 6:4, 6:3           |
| 2023     | S. D. Prajwal Dev Niki Kaliyanda Poonacha       | Toshihide Matsui Kaito Uesugi       | 6:3, 7:64          |
| 2022     | Nam Ji-sung Song Min-kyu                        | Andrew Paulson David Poljak         | 6:2, 3:6, [10:6]   |
| 2021 (2) | Hsu Yu-hsiou (2) Benjamin Lock (2)              | Oleksij Krutych Grigori Lomakin     | 6:3, 6:4           |
| 2021 (1) | Hsu Yu-hsiou (1) Benjamin Lock (1)              | Peter Polansky Serhij Stachowskyj   | 2:6, 6:1, [10:7]   |
| 2020     | abgesagt                                        | abgesagt                            | abgesagt           |
| 2019     | Andrei Golubew Alexander Nedowessow             | Chung Yun-seong Nam Ji-sung         | 6:4, 6:4           |
| 2018     | Michail Jelgin (2) Jaraslau Schyla (2)          | Arjun Kadhe Denis Jewsejew          | 7:5, 7:66          |
| 2017     | Toshihide Matsui Vishnu Vardhan                 | Jewgeni Karlowski Jewgeni Tjurnew   | 7:63, 6:75, [10:7] |
| 2016     | Jaraslau Schyla (1) Andrej Wassileuski          | Michail Jelgin Alexander Kudrjawzew | 6:4, 6:4           |
| 2015     | Konstantin Krawtschuk (3) Denys Moltschanow (3) | Chung Yun-seong Joʻrabek Karimov    | 6:2, 6:2           |
| 2014     | Serhij Bubka Marco Chiudinelli                  | Chen Ti Huang Liang-chi             | 6:3, 6:4           |
| 2013     | Riccardo Ghedin Claudio Grassi                  | Andrei Golubew Michail Kukuschkin   | 3:6, 6:3, [10:8]   |
| 2012     | Konstantin Krawtschuk (2) Denys Moltschanow (2) | Karol Beck Kamil Čapkovič           | 6:4, 6:3           |
| 2011     | Konstantin Krawtschuk (1) Denys Moltschanow (1) | Arnau Brugués Davi Malek Jaziri     | 7:64, 6:71, [10:3] |
| 2010     | Colin Fleming Ross Hutchins                     | Michail Jelgin Alexander Kudrjawzew | 6:3, 7:610         |
| 2009     | Jonathan Marray Jamie Murray                    | David Martin Rogier Wassen          | 4:6, 6:3, [10:5]   |
| 2008     | Michail Jelgin (1) Alexander Kudrjawzew         | George Bastl Marco Chiudinelli      | 6:4, 6:78, [10:8]  |
| 2007     | Daniel Brands Adam Feeney                       | Kamil Čapkovič Ivan Dodig           | 6:2, 6:4           |